# Risja
Risja (Ricja) – postać biblijna Starego Testamentu wspomniana w 1 Kronik 7,39. Izraelita z pokolenia Asera, syn Ulli. Ricja, według Biblii, należał do: mężczyzn szanowanych, naczelników rodów i wojowników. Innym sposobem oddania imienia Ricja jest: Rysyjasz (Biblia gdańska), Resya (Biblia Jakuba Wujka).